# Yared Dibaba

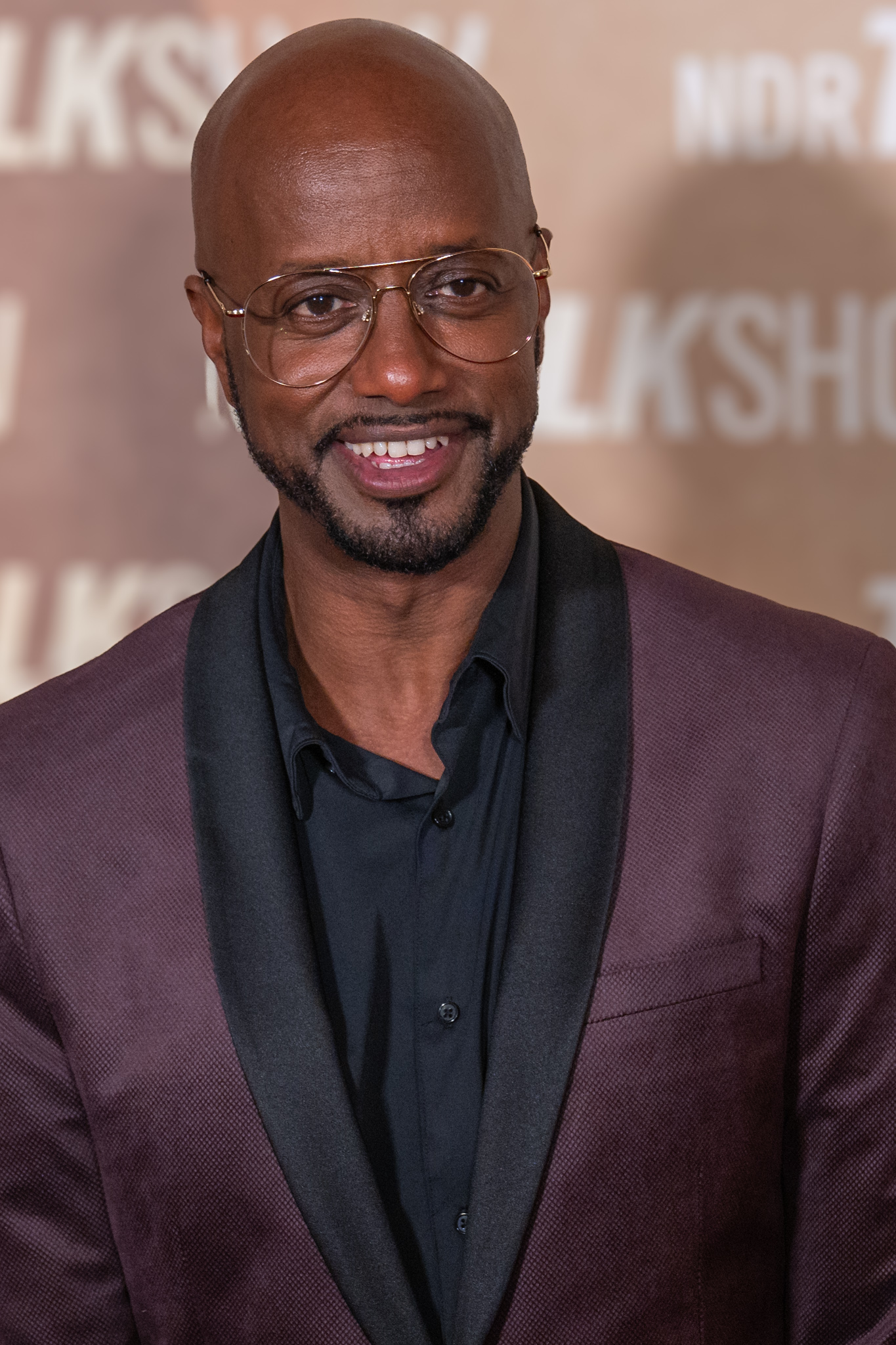
Yared Dibaba (2023)

Yared Terfa Dibaba (* 8. April 1969 in Aira, Provinz Welega, Äthiopien als Yared Terfa) ist ein deutscher Schauspieler, Fernsehmoderator, Entertainer, Autor und Sänger.

## Leben
Yared Terfa wurde im Südwesten Äthiopiens im Volk der Oromo als Sohn der Psychologin und Menschenrechtsaktivistin Arfasse Gamada und des Erziehungswissenschaftlers Terfa Dibaba geboren. Nach dem Namensrecht der Oromos erhielt er den Vornamen des Vaters als Nachnamen, während sein späterer Flüchtlingspass auf den Namen Yared Dibaba und somit auf den Nachnamen seines Vaters (und den Vornamen seines Großvaters) ausgestellt wurde. Bei seiner Einbürgerung in Deutschland 1993 erhielt er seinen heutigen Namen Yared Terfa Dibaba.
Er wuchs in der äthiopischen Region Oromia auf und kam das erste Mal 1973 mit seiner Familie nach Westdeutschland, nachdem sein Vater dort einen Studienplatz für Erziehungswissenschaften an der Universität Osnabrück erhalten hatte. 1976 kehrte die Familie nach Äthiopien zurück und Yared Terfa (Dibaba) besuchte fortan in seiner Heimat eine deutsche Schule. Im Jahr 1979 flüchtete seine Familie mit ihm wegen des Bürgerkriegs aus Äthiopien und kam wieder nach Deutschland, wo sie sich in Ganderkesee (Landkreis Oldenburg) ansiedelte. Dort besuchte Dibaba die Schule und lernte auch Plattdeutsch. 1990 legte er sein Abitur am Max-Planck-Gymnasium  in Delmenhorst ab. Anschließend absolvierte er zunächst eine dreijährige Ausbildung als Kaufmann im Groß- und Außenhandel bei einem Kaffee-Importunternehmen in Bremen und besuchte dann von 1993 bis 1996 die Schauspielschule im Bremer Kulturzentrum Schlachthof. Danach ging er nach Hamburg und studierte Musik am privaten Hamburger Konservatorium.
Yared Dibaba ist verheiratet mit  Fernanda de Sousa Dibaba, ursprünglich aus Portugal stammend. Das Paar hat zwei Kinder und lebt in Hamburg.

## Wirken
Während seines Musikstudiums begann Dibaba, bei Veranstaltungen zu moderieren, und ging dann zu einem Privatfernsehsender. Seine erste große Rolle als Schauspieler hatte er im Jahr 1999, als er in einer Episoden-Hauptrolle zusammen mit Heidi Kabel am Hamburger Ohnsorg-Theater spielte. Von 2001 bis 2002 moderierte er beim Sender 9Live die Mittagssendung News nach 12. 2004 übernahm er beim Sender VOX die Moderation von Style Attack. 2006 moderierte er zusammen mit Julia Westlake die NDR-Fernsehreihe De Welt Op Platt, in der plattdeutsch Sprechende in aller Welt vorgestellt wurden; 2010 wurden neue Folgen produziert.
Von Oktober 2007 bis Dezember 2007 präsentierte er als Gastmoderator – neben Bettina Tietjen – die Talkshow Talk mit Tietjen im NDR Fernsehen. Im Dezember 2007 gab der NDR bekannt, dass Dibaba neuer Moderator der Sendung wird und somit Eva Hermans Nachfolge antreten werde, die zuvor vom NDR entlassen worden war. Die Sendung wurde seitdem unter dem Titel Die Tietjen und Dibaba produziert. Am 18. September 2009 führte Dibaba zum letzten Mal durch die Sendung, ehe am 25. September Eckart von Hirschhausen die Moderation übernahm.
Seit September 2009 moderiert Dibaba neue Folgen von Land & Liebe im NDR. Die Sendung wurde vorher von Ina Müller moderiert. Seit 2010 moderiert er außerdem die Sendung Mein Nachmittag. Ende 2012/Anfang 2013 präsentierte er an der Seite von Susan Sideropoulos eine auf zwei Folgen begrenzte Neuauflage der Traumhochzeit auf RTL. Seit 2012 präsentiert Dibaba gemeinsam mit Tobias Schlegl und Nils Holst das Unterhaltungsformat Ganz schön dreist im NDR Fernsehen. Im November 2016 nahm er an der Tanzshow Deutschland tanzt auf ProSieben teil. Im Juli 2018 wurde er Teil des Rateteams von Ich trage einen großen Namen im SWR Fernsehen.
Im August 2018 nahm er als Kandidat an der Quiz-Show Gefragt – Gejagt, Folge 284, ausgestrahlt am 23. August 2018 in Das Erste teil, in der er in der Vorrunde ausschied. Gelegentlich nahm Dibaba an der Quiz-Show Dings vom Dach des Hessischen Rundfunks als Gast im Rateteam teil. Bei der Serie Neues aus Büttenwarder hat er 2018 in der Folge Im Dutt die Rolle des Rene Schlatter ins Plattdeutsche synchronisiert. Im Herbst 2019 war er als Landwirt Knut Petersen in der ARD-Telenovela Rote Rosen zu sehen.
Seit dem 22. März 2020 ist Yared Dibaba gemeinsam mit dem Autor und Schauspieler Oliver Kleinfeld regelmäßig mit dem Format „Kulturona“ auf den Kanälen YouTube und Facebook zu sehen. In der Sendung begrüßen der Moderator und sein Sidekick Gäste aus dem musisch-kulturellen Bereich und bieten ihnen, auch zu Corona-Pandemie-Zeiten, eine Bühne. Der Anspruch der Macher um Kulturona ist die Sicherstellung der kulturellen Grundversorgung der Zuschauer.
Yared Dibaba ist seit 2019 Schirmherr der Hamburger Ortsgruppe der „Gesellschaft für bedrohte Völker“. Gemeinsam mit vielen haupt- und ehrenamtlichen Mitarbeitern setzt er sich für Menschen in Not und die Einhaltung von Menschenrechten ein.
Seit Juni 2021 moderiert er gemeinsam mit seiner Kollegin Annabell Neuhof die Sendung  Ohjaaa! – Sex lieben im WDR Fernsehen. Sie machen intime und intensive Erfahrungen und teilen sie mit den Zuschauern – nach dem Motto „Wir geben alles für die Aufklärung!“. Alle zwei Wochen gibt es außerdem den gleichnamigen Podcast von WDR 2.
2021 wirkte er in der NDR-Dokumentation Weihnachten oder der Karpfen in der Badewanne mit.
Im Sommer 2022 wurde die erste Staffel der Fernsehsendung Yared kommt rum vom NDR ausgestrahlt, in der Dibaba kleine Orte mit wenigen Einwohnern in Niedersachsen vorstellt.
Seit Mai 2023 gehört Dibaba, der evangelisch-lutherisch aufwuchs, zu den Herausgebern des evangelischen Monatsmagazins Chrismon. Er ist Mitglied der Synode der Evangelisch-Lutherischen Nordkirche.

## Auszeichnungen
- 2020 Heinrich-Schmidt-Barrien-Preis.[21][22]

## Veröffentlichungen
Bücher
- Platt is mien Welt. 2. Auflage. Quickborn-Verlag, Hamburg 2009, ISBN 978-3-87651-333-1.
- mit Fabienne Pakleppa: Der Heimatforscher. Wie ich Deutsche in aller Welt besuchte.  Rowohlt-Taschenbuch-Verlag, Reinbek bei Hamburg 2009, ISBN 978-3-499-62476-6.
- Mien Welt blifft Platt. Quickborn-Verlag, Hamburg 2011, ISBN 978-3-87651-357-7.
- Moin tosomen! Quickborn-Verlag, Hamburg 2014, ISBN 978-3-87651-389-8.
- Wiehnachten. In: Gesche Scheller (Hrsg.): Steerns an’n Heven. Wiehnachten in uns Tiet. Quickborn-Verlag, Hamburg 2016, ISBN 978-3-87651-435-2, S. 35f.

Tonträger
- Platt is mien Welt. Bei einer öffentlichen Veranstaltung im November 2009 in der Bücherhalle Hamburg aufgenommen (= Dat Hörbook). Quickborn-Verlag, Hamburg 2010, ISBN 978-3-87651-318-8 (1 CD).
- Dat groote plattdüütsche Bibel-Hörbook. För lüttje un groote Kinner (= Plattdüütsch in de Kark). Musik: Matthias Hülsemann. LAGOline-Music, Hemmingen 2011 (Doppel-CD).
- Mien Welt blifft Platt (= Dat Hörbook). Quickborn-Verlag, Hamburg 2012, ISBN 978-3-87651-365-2 (1 CD).
- „Land in Sicht“ – Yared Dibaba und die Schlickrutscher